# Amazonsaure
L'amazonsaure (Amazonsaurus) és un gènere de dinosaure sauròpode diplodocoïdeu que va viure al Cretaci inferior en el que actualment és Amèrica del Sud. L'amazonsaure probablement no feia més de 12 metres de longitud.